# Юрій Тамм
Юрій Аугустович Тамм (ест. Jüri Tamm; 5 лютого 1957, Пярну, Естонська РСР, СРСР — 22 вересня 2021) — український радянський та естонський легкоатлет, який спеціалізувався у метанні молота, політик, спортивний функціонер.
За часів СРСР на внутрішніх змаганнях представляв Київ та виступав на Спортивний клуб армії (СКА). Після розпаду СРСР виступав за клуб «Nõmme KJK» з Таллінну.
Тренувався у Анатолія Бондарчука.
Випускник Київського інституту фізичного виховання і спорту.

## Спортивні досягнення
Учасник чотирьох Олімпіад (1980, 1988, 1992, 1996).
Дворазовий бронзовий олімпійський призер (1980, 1988).
Фіналіст (5-е місце) Олімпійських ігор-1992.
Срібний призер чемпіоната світу (1987).
Переможець Кубків світу та Європи у метанні молота (1985).
Чемпіон (1983) та срібний призер (1981) Універсіад.
Триразовий чемпіон СРСР (1981 (зимовий), 1987, 1988) та триразовий чемпіон Естонії (1991, 1993, 1994) з метання молота.
Ексрекордсмен світу, Європи та СРСР з метання молота (80,46; 1980).

## Основні міжнародні виступи
| Рік  | Змагання         | Місто     | Місце | Примітки |
| ---- | ---------------- | --------- | ----- | -------- |
| 1980 | Олімпійські ігри | Москва    | 3     |          |
| 1981 | Універсіада      | Бухарест  | 2     |          |
| 1983 | Універсіада      | Едмонтон  | 1     |          |
| 1985 | Кубок Європи     | Москва    | 1     |          |
| 1985 | Кубок світу      | Канберра  | 1     |          |
| 1987 | Чемпіонат світу  | Рим       | 2     |          |
| 1988 | Олімпійські ігри | Сеул      | 3     |          |
| 1992 | Олімпійські ігри | Барселона |       |          |
| 1994 | Чемпіонат Європи | Гельсінкі | 2кв12 |          |
| 1995 | Чемпіонат світу  | Гетеборг  | 2кв11 |          |
| 1996 | Олімпійські ігри | Атланта   | 1кв13 |          |

## Подальше життя
По завершенні спортивної кар'єри (1996) розпочав політичну та продовжив спортивну діяльність:
- 1999—2011: депутат Естонського парламента від соціал-демократів
- 2004—2008, 2016—2020: віце-президент Олімпійського комітету Естонії
- 2012—2015: керівник офісу президента Національного олімпійського комітету України
- 2007—2013: почесний консул Монако в Естонії

Пішов з життя, маючи 64 роки.

## Визнання
- Заслужений майстер спорту СРСР (1986)
- Кавалер Ордена Громадянських заслуг (Іспанія) (2003)
- Кавалер Ордена Білої зірки 4 ступеня (2006)
- Кавалер Ордена Олімпійського комітету Естонії[et] (2013)